# Уэнсдэй (3-й сезон)
Третий сезон американского сериала «Уэнздей» был официально анонсирован 23 июля 2025 года, за две недели до премьерного показа второго сезона.

## Сюжет
Сюжет третьего сезона не раскрывается, но создатели сериала намекнули, что Уэнздей Аддамс будет разгадывать новые зловещие секреты школы «Невермор» и узнает ещё больше тайн семейки Аддамс: «Ничто так не сплачивает семью, как хорошая эксгумация».

## В ролях
Официально актёрский состав третьего сезона ещё не был объявлен

## Производство
23 июля 2025 года, за две недели до премьеры второго сезона, состоялся официальный анонс третьего сезона.